# OTT 서비스
OTT 서비스(영어: over-the-top media service)는 인터넷을 통해 방송 프로그램·영화·교육 등 각종 미디어 콘텐츠를 제공하는 서비스를 말한다. OTT는 over-the-top의 줄임말로 over-the-x는 '기존의 범위를 넘어서'라는 뜻이 있다. top은 TV 셋톱박스 같은 단말기를 의미한다. 따라서 직역하면 셋톱박스를 통해서, 넘어서의 의미를 가진다.  이처럼 OTT서비스는 초기에 단말기를 통해 영화·TV프로그램 등 프리미엄 콘텐츠를 VOD 방식으로 제공하는 서비스를 지칭했다. 이후 인터넷 기술변화에 따라 콘텐츠 유통이 모바일까지 포함하면서 OTT의 의미가 확대됐다.

## 등장배경
OTT 서비스의 등장은 공급과 수요의 측면에서 분석할 수 있다. 수요적인 측면은 시청자의 다양한 컨텐츠 욕구이다. 정해진 컨텐츠, 정해진 방송사, 정해진 채널이 시청자의 다양한 욕구를 해결할 수 없었다. 소비자들의 다양한 욕구, 온라인 동영상 이용의 거부감 저하가 수요적 측면에서 OTT 서비스를 발전시킨 계기이다. 공급적 측면은 규제적인 측면과 기술의 발전을 들 수 있다. 규제적 측면에서 OTT 서비스는 압축된 동영상이나 음악 등을 전송하는 것이기 때문에 방송이 아닌 데이터 서비스에 속해 새로운 플랫폼으로서의 규제가 덜하다. 기술적인 측면에서는 초고속인터넷 발달과 스마트 기기의 보급을 들 수 있다.

## 현황

### 해외 현황
미국은 전 세계에서 OTT 시장이 가장 큰 국가이다. 넷플릭스, Hulu가 대표적인 OTT 서비스를 제공하고 있다.  Apple, Amazon 등 ICT 분야의 기업들도 OTT 서비스를 시행하고 있고, 중국도 OTT 서비스를 제공하고 있다. 최근 중국의 OTT서비스 플랫폼 웨이라이(未來)TV는 한국을 해외진출의 첫 기착지로 삼고 중국 주요 방송에 대한 실시간 송출을 시작했다.
| 세계           | 넷플릭스, 훌루, 유튜브                                                             |
| 미국           | 넷플릭스, 디즈니+, HBO 맥스, 애플 TV, VUDU, 훌루, 아마존 프라임 비디오             |
| 중화인민공화국 | Le.com, 아이치이                                                                   |
| 일본           | AbemaTV, 훌루                                                                      |
| 대한민국       | 티빙, 왓챠, WAVVE, seezn, 넷플릭스, 카카오TV, 쿠팡플레이, 디즈니+, 네이버 시리즈온 |

### 대한민국 현황
대한민국의 OTT 서비스의 경우, 위성방송 서비스를 제공하는 KT스카이라이프를 비롯한 네이버 시리즈온, 카카오페이지, 쿠팡플레이, 왓챠, POOQ와 oksusu가 통합한 WAVVE, 티빙, seezn, 카카오TV, IPTV 서비스(B tv, 지니 TV, U+ TV), 종합유선방송사업자 등이 있다.

## 서비스의 확장
최근 OTT서비스는 단순히 콘텐츠를 유통하는 것에서 벗어나 프리미엄 동영상 제작업체들과 협력해 실제 콘텐츠 제작에도 참여하고 있다. 넷플릭스가 2013년 방영한 자체 제작 콘텐츠 하우스 오브 카드(House of Cards)는 그해 에미상 9개 부문에 노미네이트되고, 감독상·촬영상·캐스팅상을 차지할 정도로 인정받았다. 넷플릭스의 자체 제작 콘텐츠는 해마다 늘어나고 있고, "넷플릭스 오리지널" 이라고 불린다. 국내에서도 네이버와 다음 카카오 등의 업체에서 웹드라마를 제작, 유통하고 있다. 네이버는 TV캐스트 라는 동영상 플랫폼을 런칭한 후 40여편의 웹드라마를 서비스 중이다. 다음카카오 역시 스토리볼·TV팟 플랫폼을 통해 동영상 콘텐츠를 제공 중이다.

## 서비스의 미래
모바일 시장의 확대와 데이터 제공 서비스의 다변화로 OTT서비스 이용자 수는 꾸준히 증가하고 있는 추세이지만 수익의 증가로 이어지지 않아 OTT서비스의 미래에 대한 우려가 커지고 있다. OTT서비스가 적자인 이유는 먼저 '인터넷은 무료’라는 국민적 인식이 너무 강하기 때문이다. 또한 서비스 유료화를 저해하는 불법 동영상 다운로드 관행 등이 문제로 제기되고있다. 돈을 내고 OTT 서비스의 방송 콘텐츠를 시청하는 국내 이용자 수가 300만명을 넘지 않아 ‘300만의 저주’라는 말이 생길 정도로 업계의 수익구조가 열악하다. 한 예로 5700만뷰를 달성한 '신서유기' 역시 유료 시청자 수 부족으로 적자를 면치 못했다. 이는 OTT 사업자의 수익구조가 유일하게 광고 뿐이라는 점과 무관하지 않으며 독자 온라인 송출망 없이 이동통신사의 통신망을 빌려 써야하는 OTT사업자들의 태생적 한계다. 이를 극복하기 위해 불법유통 근절 및 공정한 수익 배분 체계 유도, OTT 특화 콘텐츠 제작 지원 등 다각적인 정책 지원이 필요하다.

## 같이 보기
- 콘텐츠 전송 네트워크
- 인터넷 텔레비전
- 스트리밍
- 홈 시어터 PC